# Ekaterini Stefanidi
Ekaterini Stefanidi (en griego: Αικατερίνη Στεφανιδη, conocida como Katerina Stefanidi; (Colargos, 4 de febrero de 1990) es una deportista griega que compite en atletismo, especialista en la prueba de salto con pértiga.
Participó en tres Juegos Olímpicos de Verano, entre los años 2012 y 2020, obteniendo una medalla de oro en Río de Janeiro 2016, y el cuarto lugar en Tokio 2020.
Ganó dos medallas en el Campeonato Mundial de Atletismo, oro en 2017 y bronce en 2019, y dos medallas de bronce en el Campeonato Mundial de Atletismo en Pista Cubierta, en los años 2016 y 2018.
Además, obtuvo cinco medallas en el Campeonato Europeo de Atletismo entre los años 2014 y 2024, y dos medallas en el Campeonato Europeo de Atletismo en Pista Cubierta, oro en 2017 y plata en 2015.

## Palmarés internacional
| Juegos Olímpicos                     | Juegos Olímpicos          | Juegos Olímpicos  | Juegos Olímpicos  |
| Año                                  | Lugar                     | Medalla           | Prueba            |
| ------------------------------------ | ------------------------- | ----------------- | ----------------- |
| 2016                                 | Río de Janeiro (Brasil)   | Medalla de oro    | Salto con pértiga |
| Campeonato Mundial                   |                           |                   |                   |
| Año                                  | Lugar                     | Medalla           | Prueba            |
| 2017                                 | Londres (Reino Unido)     | Medalla de oro    | Salto con pértiga |
| 2019                                 | Doha (Catar)              | Medalla de bronce | Salto con pértiga |
| Campeonato Mundial en Pista Cubierta |                           |                   |                   |
| Año                                  | Lugar                     | Medalla           | Prueba            |
| 2016                                 | Portland (Estados Unidos) | Medalla de bronce | Salto con pértiga |
| 2018                                 | Birmingham (Reino Unido)  | Medalla de bronce | Salto con pértiga |
| Campeonato Europeo                   |                           |                   |                   |
| Año                                  | Lugar                     | Medalla           | Prueba            |
| 2014                                 | Zúrich (Suiza)            | Medalla de plata  | Salto con pértiga |
| 2016                                 | Ámsterdam (Países Bajos)  | Medalla de oro    | Salto con pértiga |
| 2018                                 | Berlín (Alemania)         | Medalla de oro    | Salto con pértiga |
| 2022                                 | Múnich (Alemania)         | Medalla de plata  | Salto con pértiga |
| 2024                                 | Roma (Italia)             | Medalla de plata  | Salto con pértiga |
| Campeonato Europeo en Pista Cubierta |                           |                   |                   |
| Año                                  | Lugar                     | Medalla           | Prueba            |
| 2015                                 | Praga (República Checa)   | Medalla de plata  | Salto con pértiga |
| 2017                                 | Belgrado (Serbia)         | Medalla de oro    | Salto con pértiga |